# Hatto I
Hatto I, död 15 maj 913, var en frankisk biskop.
Hatto blev ärkebiskop av Mainz 891 och hade under kungarna Arnulf av Kärnten, Ludvig barnet och Konrad I avgörande inflytande på det Östfrankiska rikets styrelse.